# This Ain’t Homeland XXX
This Ain’t Homeland XXX ist eine US-amerikanische Porno-Parodie des Regisseurs Axel Braun auf die US-Fernsehserie Homeland aus dem Jahr 2013.

## Handlung
Die bipolare CIA-Agentin Carrie (Tara Lynn Foxx) ermittelt gegen einen US-Marine-Soldaten, der gerade aus der Kriegsgefangenschaft entlassen wurde. Carrie von einem Informanten überzeugt, dass der Marine-Sergeant Nicholas (Richie Calhoun), in der Gefangenschaft "umgedreht" wurde. Sie glaubt, dass mit "umgedreht" seine Sexualität gemeint ist, und er nun homosexuell sei. Da sie das nicht glauben kann, versucht sie, die Wahrheit über den angeblichen Kriegshelden herauszufinden.

## Nominierungen und Preise
AVN Awards, 2014
- Nominiert: Bester Film-Soundtrack
- Nominiert: Beste Oralsexszene, Richie Calhoun, Tara Lynn Foxx
- Nominiert: Bester Nebendarsteller, Nat Turnher
- Nominiert: Bestes Screenplay: Parody
- Nominiert: Beste Darstellerin, Tara Lynn Foxx
- Nominiert: Bester Direktor: Parodie, Axel Braun
- Nominiert: Beste Parodie: Comedy

XBIZ Awards, 2014
- Nominiert: Beste Szene – Parodie, Richie Calhoun, Tara Lynn Foxx
- Nominiert: Beste Darstellerin – Parodie, Tara Lynn Foxx